# Trichocosmia inornata
Trichocosmia inornata là một loài bướm đêm trong họ Noctuidae.

## Hình ảnh

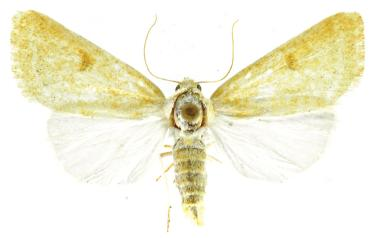